# Metacrangon procax
Metacrangon procax är en kräftdjursart som först beskrevs av Faxon 1893.  Metacrangon procax ingår i släktet Metacrangon och familjen Crangonidae. Inga underarter finns listade i Catalogue of Life.